# It’s a Good Day
«It’s a Good Day» («Сегодня хороший день») — песня, написанная Пегги Ли и Дэйвом Барбуром и впервые изданная в 1946 году. Песня дебютировала в чарте Билборда в январе 1947 года и достигла максимально 16 позиции

## Исполнения
Песня исполнялась многими певцами, среди них: Сьюзи Ариоли, Джуди Гарленд (для диска The Judy Garland Show), Перри Комо (1955). Есть также вариант исполнения дуэта Пегги Ли и Бинга Кросби.

## В кинематографе
Запись послужила для фонового сопровождения титров в индийском фильме «Aamir» (2008). Кроме того, она прозвучала в фильме «Взрыв из прошлого» (1999) и в шоу America’s Funniest Home Videos.
В 2013 году песня прозвучала в рекламе Университета Феникса (версия исполнения Пегги Ли). Также запись была использована в одноимённом мини-сериале от Marvel Studios «Агент Картер» (2015)